# Leopoldo Eguilaz
Œuvres principales
- Glosario etimologico de las palabras españoles, Grenade 1886
- El hadits de la princesa Zoraida, del emir Abulhasan y del caballero Aceja: Relación romancesca del siglo XV ó principios de XVI en que se declara el origen de las pinturas de la Alhambra. Sácala á luz Leopoldo de Eguilaz Yánguas. Granada: Sabatel, 1892.
- Estudio sobre el valor de las letras arábigas en el alfabeto castellano y reglas de lectura. Madrid: Carlos Bailly-Bailliere, 1874.
- Poesía histórica, lírica y descriptiva de los árabes andaluces: discurso leído ante el Claustro de la Universidad Central por D. Leopoldo Eguilaz y Yanguas en el solemne acto de recibir la investidura de Doctor. Madrid: Manuel Galiano, 1864
- Reseña histórica de la conquista del Reino de Granada por los Reyes Católicos según los cronistas árabes. Granada: Hospital de Santa Ana, 1894
- Étude sur les peintures de l'Alhambra. Granada: Imp. y Lib. de la Vda. e Hijos de P. V. Sabatel, 1896.
- Notas etimológicas al ingenioso hidalgo D. Quijote de la Mancha. s. l.: s. n., s. a. Es un extracto del Homenaje a Menéndez y Pelayo en el año vigésimo de su profesorado, así que es de 1899.
- Reseña histórica de la conquista del Reino de Granada por los Reyes Católicos según los cronistas árabes: seguida de un Apéndice que contiene el fotograbado de una carta autógrafa de Boabdil Granada, 1894 (Tip. Hospital de Santa Ana); se reimprimió con una introducció de Guillermo Gozalbes Busto (Granada: Albaida, 1991)

Leopoldo Eguilaz, en espagnol Leopoldo Eguílaz y Yanguas, né à Mazarrón, Murcia, le 22 septembre 1829 et mort à Grenade en 1906, est un historien, orientaliste, philologue, archéologue et épigraphiste espagnol. Ses nombreux travaux sur les interférences linguistiques entre l'espagnol et les langues orientales  ont permis d'élucider l'origine de nombreux mots empruntés par les langues romanes. En cette matière précisément, il est considéré comme l'une des références incontournables, à côté de Louis Marcel Devic, Reinhart Dozy, Antoine-Paulin Pihan...
Initié aux études du sanscrit par ses lectures assidues de Enrique Alix, il s'intéresse dès 1857 aux recherches philologiques liées aux langues orientales. L'étude de ces langues, à ce jour allant de pair avec celle des langues classiques européennes dans la recherche espagnole, a fait de lui un érudit de grande stature et membre de la Société des Amis de l'Orient. Sa maîtrise de l'arabe, dont le poids historique, surtout en Péninsule ibérique, est considérable, lui a permis d'occuper la chaire de professeur de cette langue à l'Université de Grenade puis de devenir doyen de cette université.
Parmi les nombreuses œuvres qu'il a laissées, son Glosario etimologico de las palabras españoles («  Glossaire étymologique des mots espagnols ») constitue l'une des grandes références éclairant le voyage des mots entre Orient et Occident.

## Principales œuvres
- Glosario etimologico de las palabras españoles, Grenade 1886.
- El hadits de la princesa Zoraida, del emir Abulhasan y del caballero Aceja: Relación romancesca del siglo XV ó principios de XVI en que se declara el origen de las pinturas de la Alhambra. Sácala á luz Leopoldo de Eguilaz Yánguas. Granada: Sabatel, 1892.
- Estudio sobre el valor de las letras arábigas en el alfabeto castellano y reglas de lectura. Madrid: Carlos Bailly-Bailliere, 1874.
- Poesía histórica, lírica y descriptiva de los árabes andaluces: discurso leído ante el Claustro de la Universidad Central por D. Leopoldo Eguilaz y Yanguas en el solemne acto de recibir la investidura de Doctor. Madrid: Manuel Galiano, 1864
- Reseña histórica de la conquista del Reino de Granada por los Reyes Católicos según los cronistas árabes. Granada: Hospital de Santa Ana, 1894
- Étude sur les peintures de l'Alhambra. Granada: Imp. y Lib. de la Vda. e Hijos de P. V. Sabatel, 1896.
- Elogio fúnebre del Excmo. Sr. Doctor D. José Moreno Nieto y Villarejo, catedrático y decano que fue de la Facultad de Filosofía y Letras de esta Universidad / por Leopoldo Eguílaz y Yanguas... leído en sesión pública ante el claustro general después de las exequias solemnes celebradas por su alma el día 6 de marzo de 1882. Granada: Imprenta de Ventura Sabatel, 1882.
- Notas etimológicas al ingenioso hidalgo D. Quijote de la Mancha. s. l.: s. n., s. a. Es un extracto del Homenaje a Menéndez y Pelayo en el año vigésimo de su profesorado, así que es de 1899.
- Ensayo de una traducción literal de los episodios indios, "La muerte de Jachnadatta" y "La elección de esposo de Draupadi": acompañada del texto sánscrito y notas Granada, 1861 (Imp. y Lib. de José María Zamora)
- Del lugar donde fue Iliberis Madrid, 1881 (Imprenta de los señores Lezcano y Compañía); se hizo reimpresión facsímil con un estudio preliminar por Manuel Espinar Moreno (Granada: Universidad, 1987).
- Desafío en Granada de D. Diego Fernández de Córdoba y D. Alonso de Aguilar Madrid, 1880 (imprenta de F. Maroto e hijos)
- Reseña histórica de la conquista del Reino de Granada por los Reyes Católicos según los cronistas árabes: seguida de un Apéndice que contiene el fotograbado de una carta autógrafa de Boabdil Granada, 1894 (Tip. Hospital de Santa Ana); se reimprimió con una introducció de Guillermo Gozalbes Busto (Granada: Albaida, 1991)